# Stara Bingula
Stara Bingula (cyr. Стара Бингула) – wieś w Serbii, w Wojwodinie, w okręgu sremskim, w mieście Sremska Mitrovica. W 2011 roku liczyła 162 mieszkańców.